# Cyperus javanicus
Espèce
Classification phylogénétique
Cyperus javanicus est une espèce de plante de la famille des Cyperaceae.

## Galerie

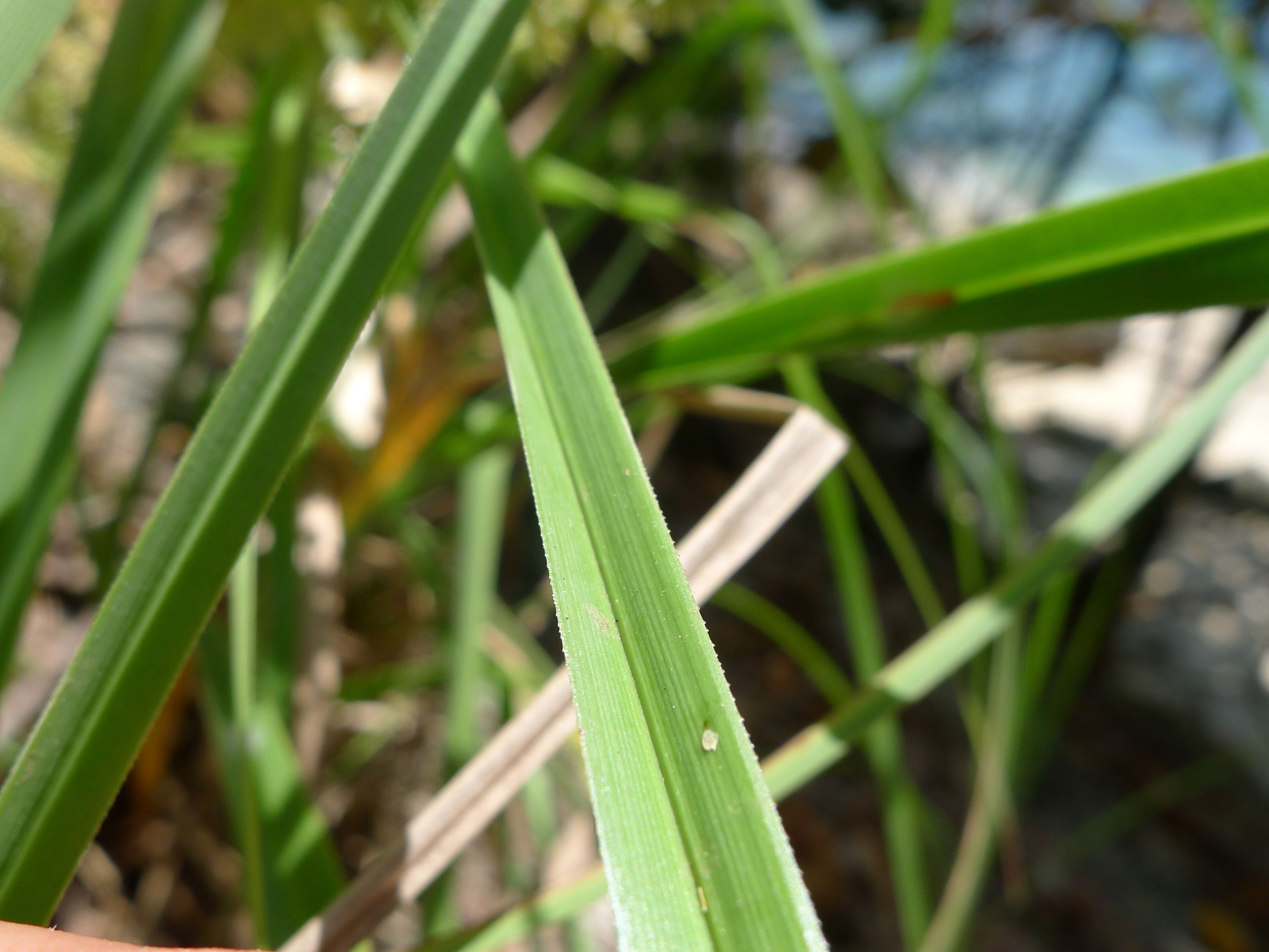
Feuille
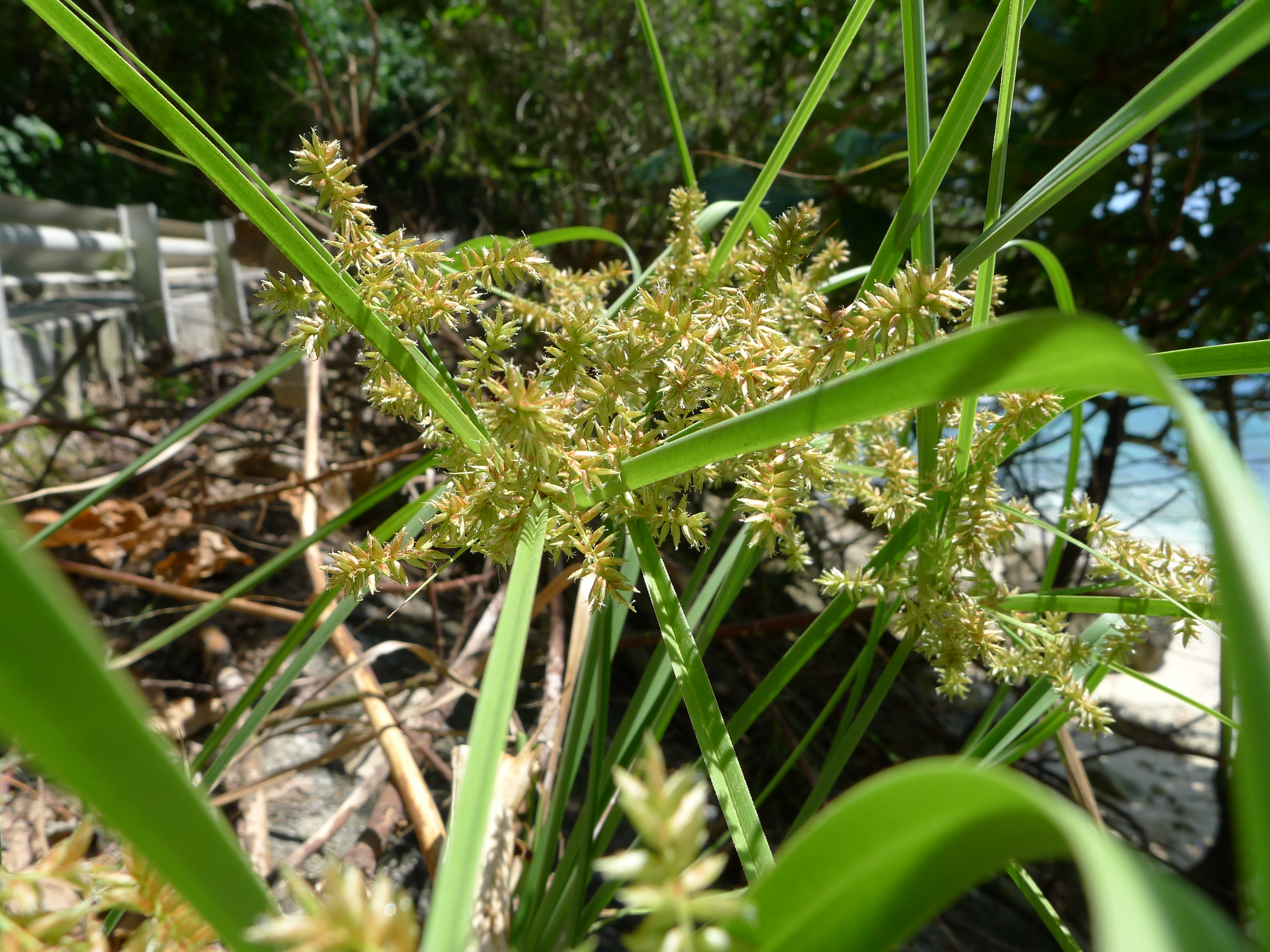
Inflorescence
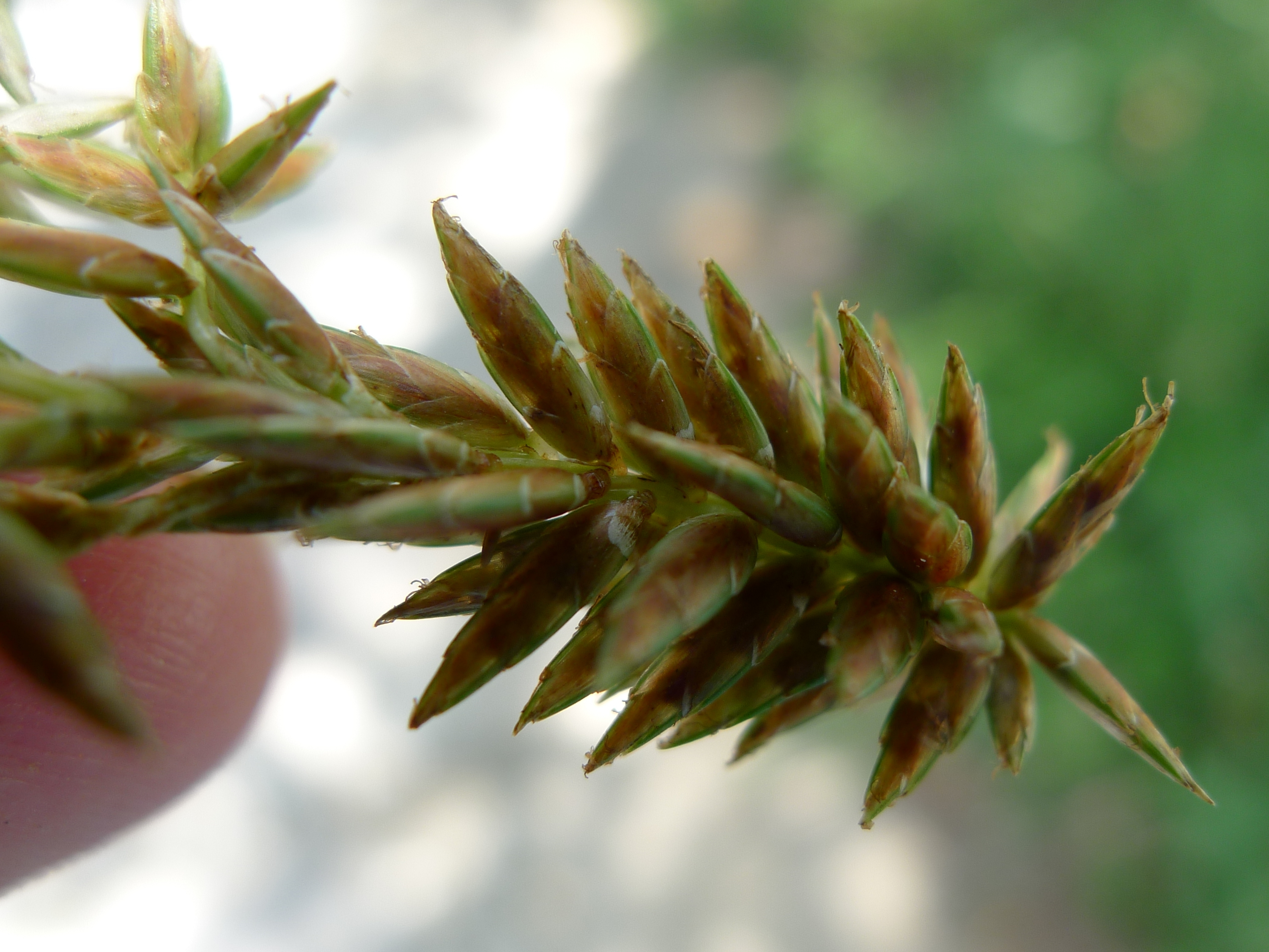
Épillet